# Oļegs Timofejevs
Oļegs Timofejevs (Daugavpils, 28 novembre 1988) è un ex calciatore lettone, di ruolo difensore.

## Carriera

### Club
Ha esordito con la maglia del Ditton in seconda serie, ottenendo subito la promozione nella massima serie lettone. Con lo stesso club di Daugavpils, che dal 2007 fu chiamato Daugava, vinse il campionato nel 2008. Passato al Ventspils, vinse due campionati e una coppa nazionale. Passato nel 2015 nello Skonto, curiosamente è proprio con quest'ultima maglia che mette a segno il primo gol in campionato: ci riesce in occasione nel corso della gara valida per la quindicesima giornata contro il Liepāja. Ad inizio 2016, passa con la neopromossa Caramba Rīga, nel frattempo rinominata Riga FC, dove chiude la carriera dopo due stagioni.

### Nazionale
Ha esordito in Nazionale il 29 maggio 2014 nella gara contro l'Estonia valida per la Coppa del Baltico 2014. Due giorni di dopo disputò anche la finale della competizione contro la Lituania.

## Statistiche

### Cronologia presenze e reti in nazionale
| Cronologia completa delle presenze e delle reti in nazionale ― Lettonia | Cronologia completa delle presenze e delle reti in nazionale ― Lettonia | Cronologia completa delle presenze e delle reti in nazionale ― Lettonia | Cronologia completa delle presenze e delle reti in nazionale ― Lettonia | Cronologia completa delle presenze e delle reti in nazionale ― Lettonia | Cronologia completa delle presenze e delle reti in nazionale ― Lettonia | Cronologia completa delle presenze e delle reti in nazionale ― Lettonia | Cronologia completa delle presenze e delle reti in nazionale ― Lettonia |
| Data                                                                    | Città                                                                   | In casa                                                                 | Risultato                                                               | Ospiti                                                                  | Competizione                                                            | Reti                                                                    | Note                                                                    |
| ----------------------------------------------------------------------- | ----------------------------------------------------------------------- | ----------------------------------------------------------------------- | ----------------------------------------------------------------------- | ----------------------------------------------------------------------- | ----------------------------------------------------------------------- | ----------------------------------------------------------------------- | ----------------------------------------------------------------------- |
| 29-5-2014                                                               | Liepāja                                                                 | Lettonia                                                                | 0 – 0 dts (4 - 2 dtr)                                                   | Estonia                                                                 | Coppa del Baltico 2014                                                  | -                                                                       |                                                                         |
| 31-5-2014                                                               | Liepāja                                                                 | Lettonia                                                                | 1 – 0                                                                   | Lituania                                                                | Coppa del Baltico 2014                                                  | -                                                                       | 85’                                                                     |
| 3-9-2014                                                                | Rīga                                                                    | Lettonia                                                                | 2 – 0                                                                   | Armenia                                                                 | Amichevole                                                              | -                                                                       | 72’                                                                     |
| Totale                                                                  |                                                                         | Presenze                                                                | 3                                                                       |                                                                         | Reti                                                                    | 0                                                                       |                                                                         |

## Palmarès

### Club
- Coppa di Lettonia: 2

Daugava: 2008
Ventspils: 2012-2013
- Campionato lettone: 2

Ventspils: 2013, 2014

### Nazionale
- Coppa del Baltico: 1

2014